# Vía Cassia

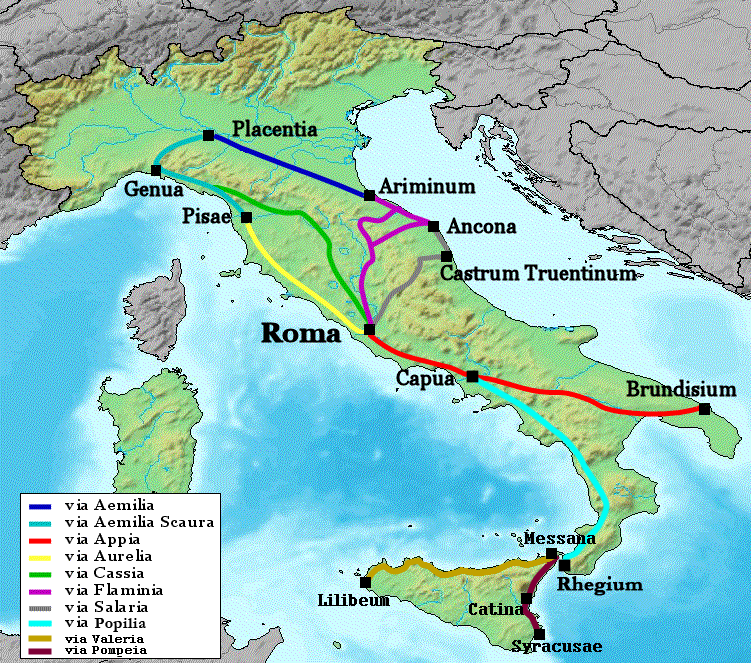
Mapa de Italia en que se ilustran algunas de las principales calzadas romanas: la Vía Cassia en verde.

La Vía Cassia (en latín Via Cassia) era el nombre de una vía romana en Italia, que llevaba de Roma a Arretium por Florencia y Lucca. No se sabe cuándo fue construida ni quién fue el Casio que la construyó. El Itinerario Antonino la llama "Vía Clodia", pero se trata de un error. Tenía su inicio en la Vía Flaminia después de cruzar el Tíber por el Puente Milvio, a unos 5 km de Roma. La Vía Flaminia de, Bolonia a Arretium, que era una bifurcación de la Vía Cassia, fue construida por C. Flaminio, cónsul el año 187 a. C. junto a M. Emilio Lépido, después de someter a las tribus ligures de la región de Bolonia, pero más tarde este nombre dejó de utilizarse.

## Itinerario de la Vía Cassia
Las estaciones de esta vía fueron: 
- Baccanae (Baccano)
- Sutrium (Sutri)
- Forum Cassii (cerca de Vetralla)
- Volsinii (Bolsena)
- Clusium (Chiusi)
- Ad Statuas
- Arretium (Arezzo)
- Ad Fines
- Florentia (Florencia o Firenze)
- Pistoria (Pistoia)
- Luca (Lucca)

La Tabla de Peutinger da las primeras estaciones hasta Chiusi con más detalle, pero las siguientes son confusas y no se pueden identificar con exactitud:
- Ad Sextum
- Veyes (cerca de Isola Farnese)
- Baccanae (Baccano)
- Sutrium (Sutri)
- Vicus Matrini
- Forum Cassii (Vetralla)
- Aquae Passeris (Bagni di Serpa)
- Volsinii (Bolsena)
- Ad Palliam Fluvium (río Paglia)
- Clusium (Chiusi)